# Oberea holatripennis
Oberea holatripennis là một loài bọ cánh cứng trong họ Cerambycidae.